# Maria Sobocińska (pułkownik)
Maria Sobocińska ps. „Ryśka” (ur. 29 kwietnia 1920 we Wymyślinie, zm. 1 sierpnia 2012 w Sztokholmie) – podpułkownik Wojska Polskiego (pośmiertnie awansowana na stopień pułkownika), polska działaczka niepodległościowa. Żołnierz Wojskowej Służby Kobiet Związku Walki Zbrojnej i Armii Krajowej.

## Życiorys
Urodziła się 29 kwietnia 1920 w Wymyślinie w rodzinie Romana i Stanisławy z Ziemkiewiczów. Absolwentka Liceum Humanistycznego w Warszawie. Wstąpiła do konspiracji. W wyniku aresztowań opuściła Warszawę i osiedliła się w Skępem. Podjęła pracę w niemieckiej firmie Strassen-baugesellschaft „Olmer”. Na potrzeby organizacji podziemnej wystawiała przepustki i polecenia wyjazdu. W 1942 zostaje zaprzysiężona w Armii Krajowej pod pseudonimem „Ryśka”. W lipcu 1943 zostaje komendantką WSK Obwodu Lipno. W 1946 roku aresztowana przez UB za przynależność do Armii Krajowej i skazana na 6 lat pozbawienia wolności. Zwolniona z więzienia w 1948 roku na mocy amnestii. Honorowy Obywatel miasta i gminy Skępe. Honorowy Członek Dobrzyńskiego Towarzystwa Naukowego (2009).

## Awanse
- major – 2000[5]
- podpułkownik – 2004[5]
- pułkownik – 2012 (pośmiertnie)

## Ordery i odznaczenia
- Krzyż Srebrny Orderu Wojennego Virtuti Militari (1 stycznia 1945 od ppłk. Chylińskiego, zweryfikowany w 2002)[5]
- Krzyż Walecznych[5]
- Srebrny Krzyż Zasługi z Mieczami[5]
- Krzyż Armii Krajowej[5]
- Medal „Pro Memoria” (2005)[5]
- Odznaka „Weteran Walk o Wolność i Niepodległość Ojczyzny” (2004)[5]
- Krzyż Więźnia Politycznego[5]